# Juan Padrós
Juan Padrós, teljes nevén Juan Padrós Rubio (1869. december 1. – Arenas de San Pedro, 1932) spanyol üzletember.
Ő volt a Real Madrid első hivatalos elnöke, 1902. március 6-án, vagyis akkor lépett hivatalba, amikor a klub megkapta a királytól a Real jelzőt, így kialakult a ma is használt neve.
Posztját 1904-ig töltötte be, utódja testvére, Carlos volt.